# Otávio Rodrigues De Miranda Filho

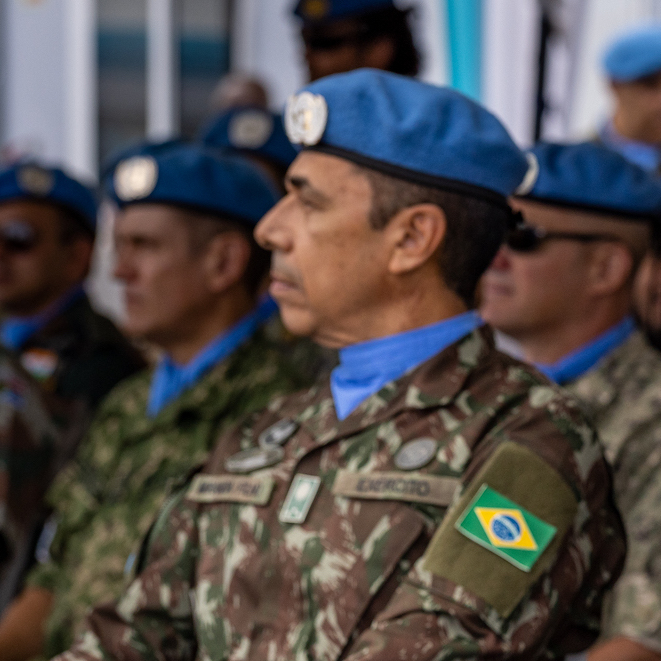
Generalleutnant Otávio Rodrigues De Miranda Filho

Otávio Rodrigues De Miranda Filho ist ein brasilianischer Offizier des Heeres (Exército Brasileiro), der als Generalleutnant seit 2023 Kommandeur der Streitkräfte der Mission der Vereinten Nationen für die Stabilisierung in der Demokratischen Republik Kongo MONUSCO (United Nations Organization Stabilization Mission in the Democratic Republic of the Congo) ist.

## Leben
Otávio Rodrigues De Miranda Filho absolvierte eine Offiziersausbildung an der Academia Militar das Agulhas Negras (AMAN), die er mit einem Bachelor abschloss. In den folgenden Jahren fand er zahlreiche Verwendungen als Offizier und Stabsoffizier und war zudem Absolvent der Kommando- und Generalstabsakademie des Heeres in Rio de Janeiro, der Escola de Comando e Estado-Maior do Exército / Escola Marechal „Humberto Castelo Branco“. Er war später zwischen 2014 und 2016 Militärattaché an der Botschaft in der Volksrepublik China sowie nach seiner Rückkehr von 2016 bis 2018 Kommandeur des regionalen Militärkommandos Planalto (Comando Militar da Planalto) mit Hauptquartier in Brasília, welches für die 11. Militärregion mit den Bundesstaaten Goiás, Tocantins sowie den Hauptstadtbezirk (Distrito Federal do Brasil) zuständig ist. Danach fungierte er zwischen 2018 und 2019 als Kommandeur der 9. Mechanisierten Infanteriebrigade sowie von 2019 bis 2021 als Leiter der Abteilung Internationale Angelegenheiten im Generalstab der Streitkräfte (Forças Armadas do Brasil).
Im August 2021 übernahm Mirando Filho den Posten als Kommandeur des regionalen Militärkommandos Nord (Comando Militar do Norte) mit Hauptquartier in Belém, das die 8. Militärregion mit den Bundesstaaten Maranhão, Pará und Amapá umfasst. In dieser Funktion war er Kommandeur für ein großes Logistik- und Verwaltungskommando, das 32 Militärorganisationen im Amazonasgebiet beliefert und für die Auswahl und Integration des gesamten temporären Militärpersonals im Zuständigkeitsbereich verantwortlich ist.
Am 4. Januar 2023 wurde Generalleutnant Otávio Rodrigues De Miranda Filho von UN-Generalsekretär António Guterres zum Kommandeur der Streitkräfte der der Mission der Vereinten Nationen für die Stabilisierung in der Demokratischen Republik Kongo MONUSCO (United Nations Organization Stabilization Mission in the Democratic Republic of the Congo) und damit zum Nachfolger des ebenfalls als Brasilien stammenden Generalleutnant Marcos de Sá Affonso da Costa, dessen Kommandeurszeit offiziell am 28. Februar 2023 endete. Er spricht fließend Portugiesisch, Englisch und Spanisch und beherrscht Französisch.